# Iglesia de la Santísima Trinidad (Zhovkva)
La iglesia de madera de la Santísima Trinidad fue construida en el suburbio de Zhovkva, Ucrania, en 1720 en el mismo lugar donde se quemó una iglesia en 1717. La estructura consiste en tres naves de madera y una sacristía de ladrillo.
Hay un iconostasio que consta de unos 50 iconos pintados por los maestros de la Escuela de Pintura y Talla de Zhovkva de Ivan Rutkovych a principios del siglo XVIII. El iconostasio está hecho de madera de tilo tallada por Ignatiy Stobenskyj. En 1978-79 el iconostasio fue restaurado. Ahora la iglesia pertenece a la Iglesia greco-católica ucraniana.
El 21 de junio de 2013, durante la 37ª sesión del Comité del Patrimonio Mundial de la UNESCO en Camboya, la Iglesia de la Santísima Trinidad fue añadida a la Lista del Patrimonio Mundial de la UNESCO entre 16 Tserkvas de madera de la región de los Cárpatos en Polonia y Ucrania.

## Galería de imágenes

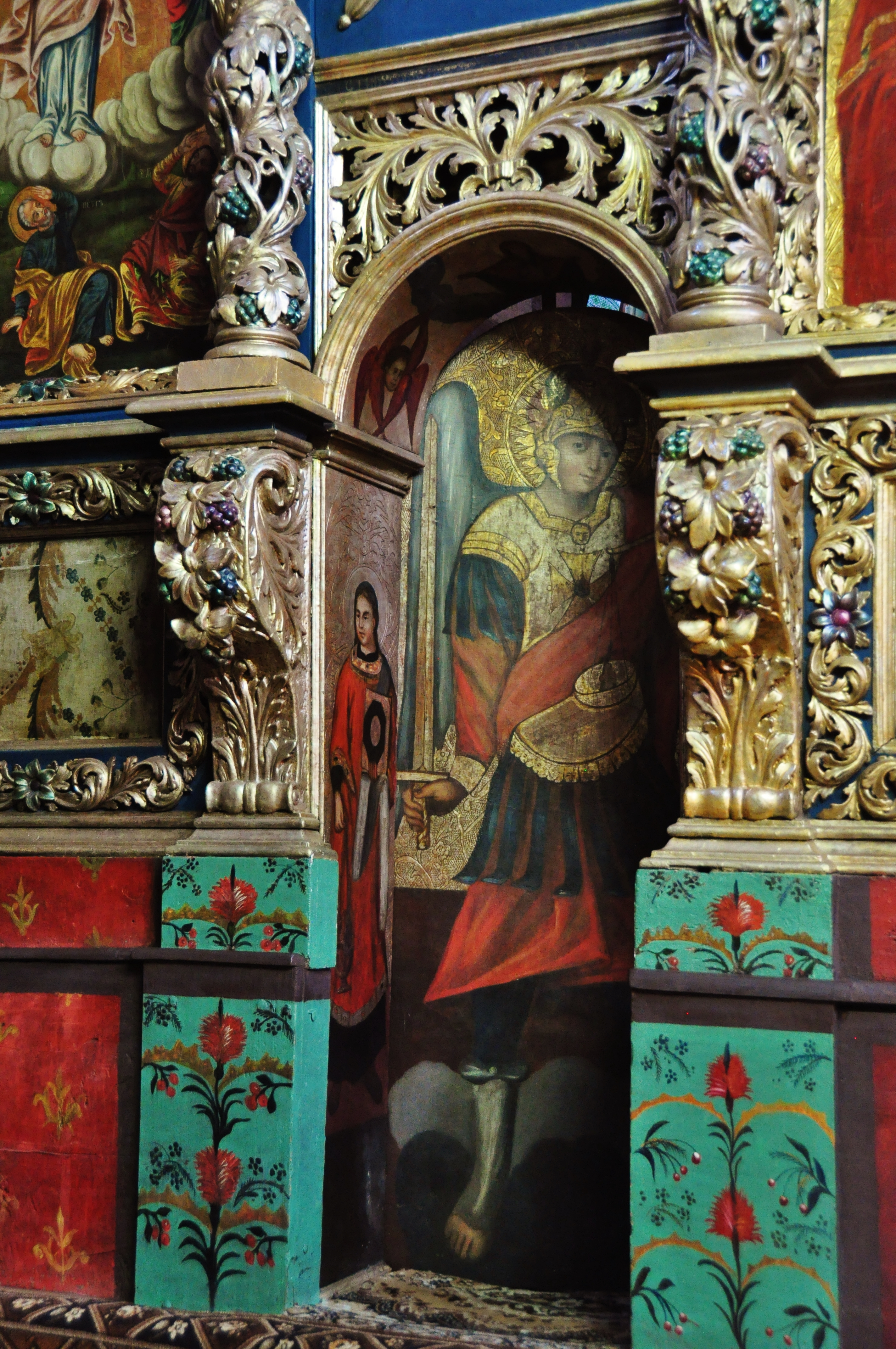
Cuadro de San Miguel
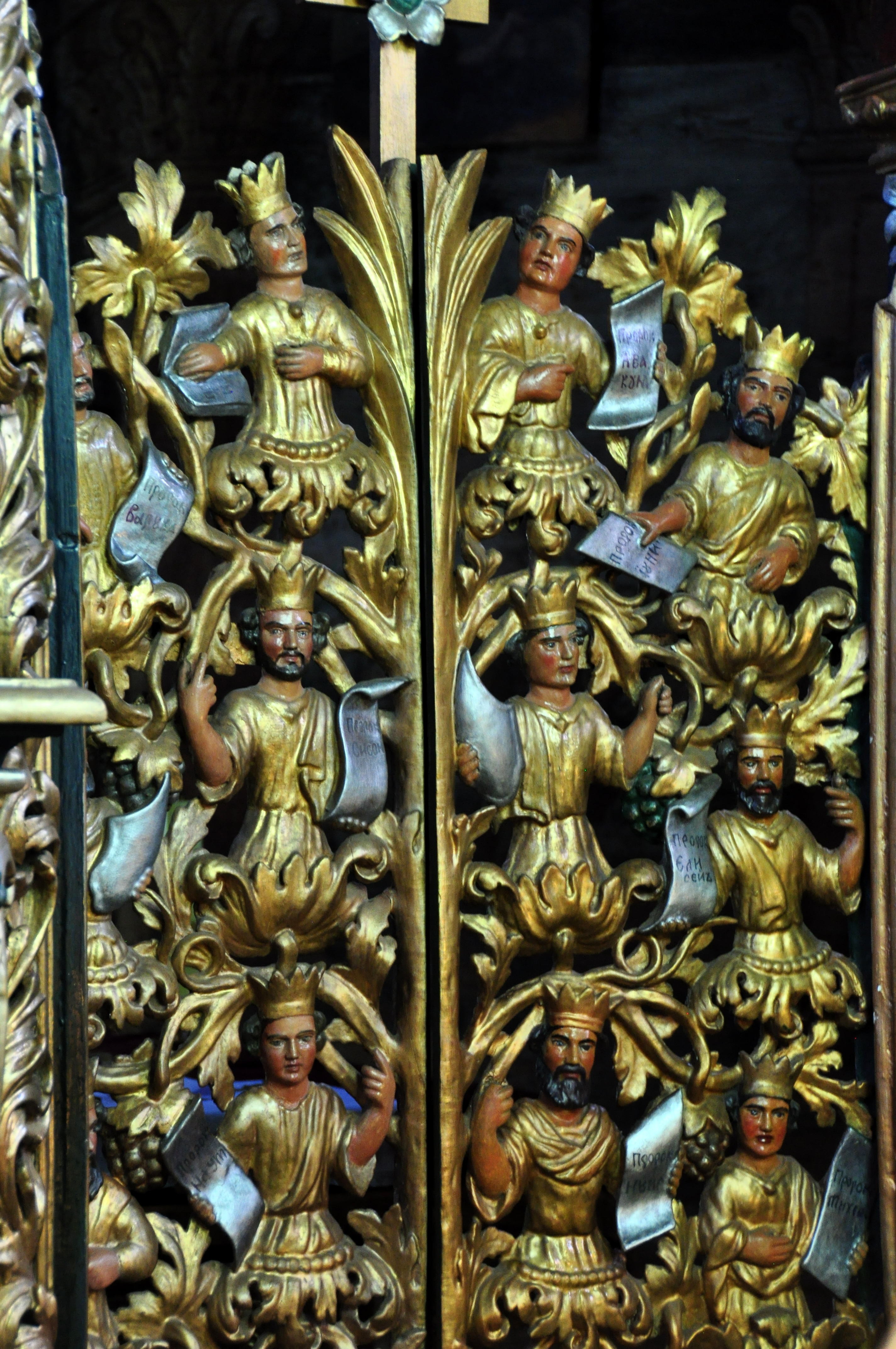
Puertas sagradas
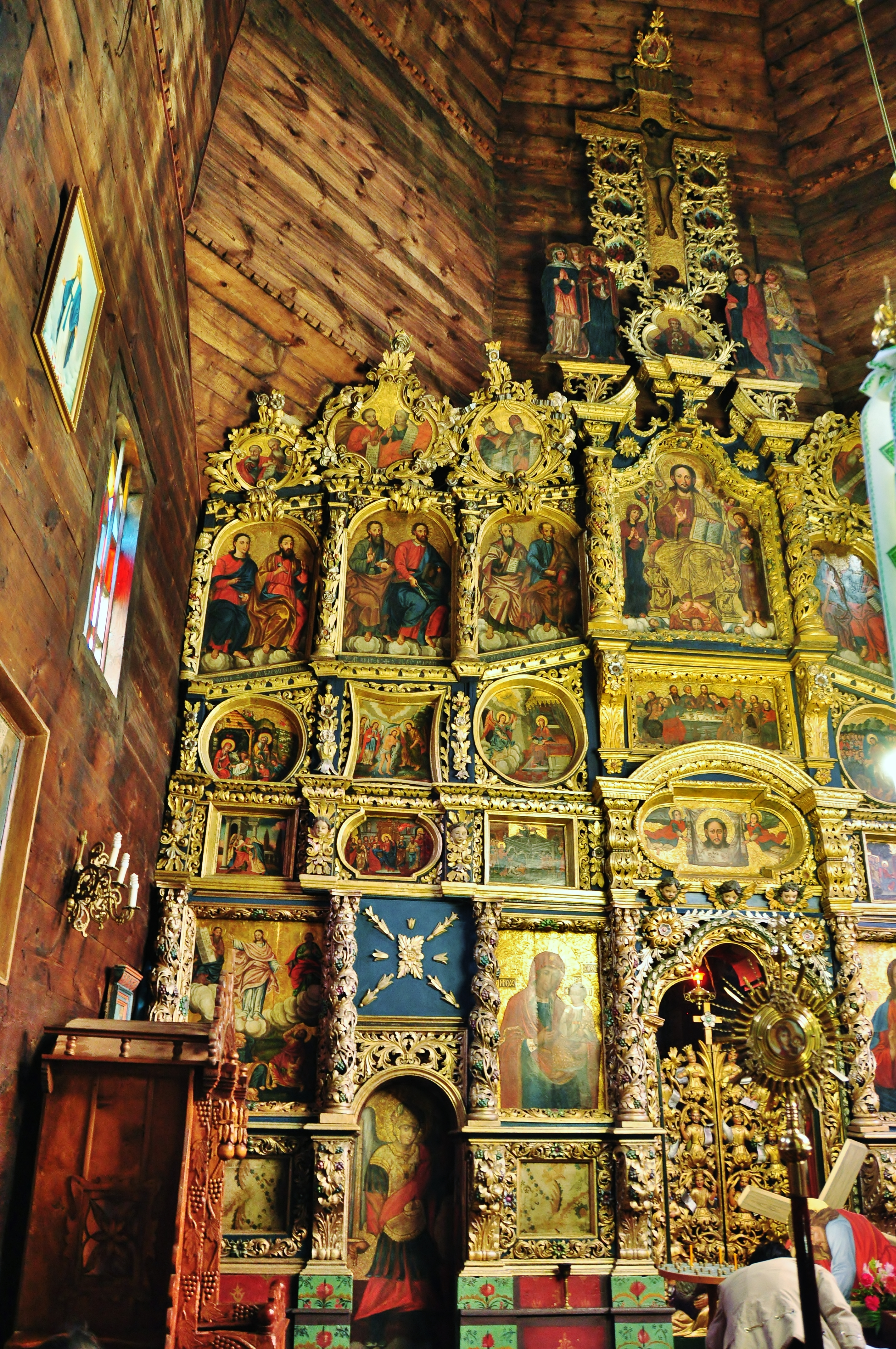
Iconostasio
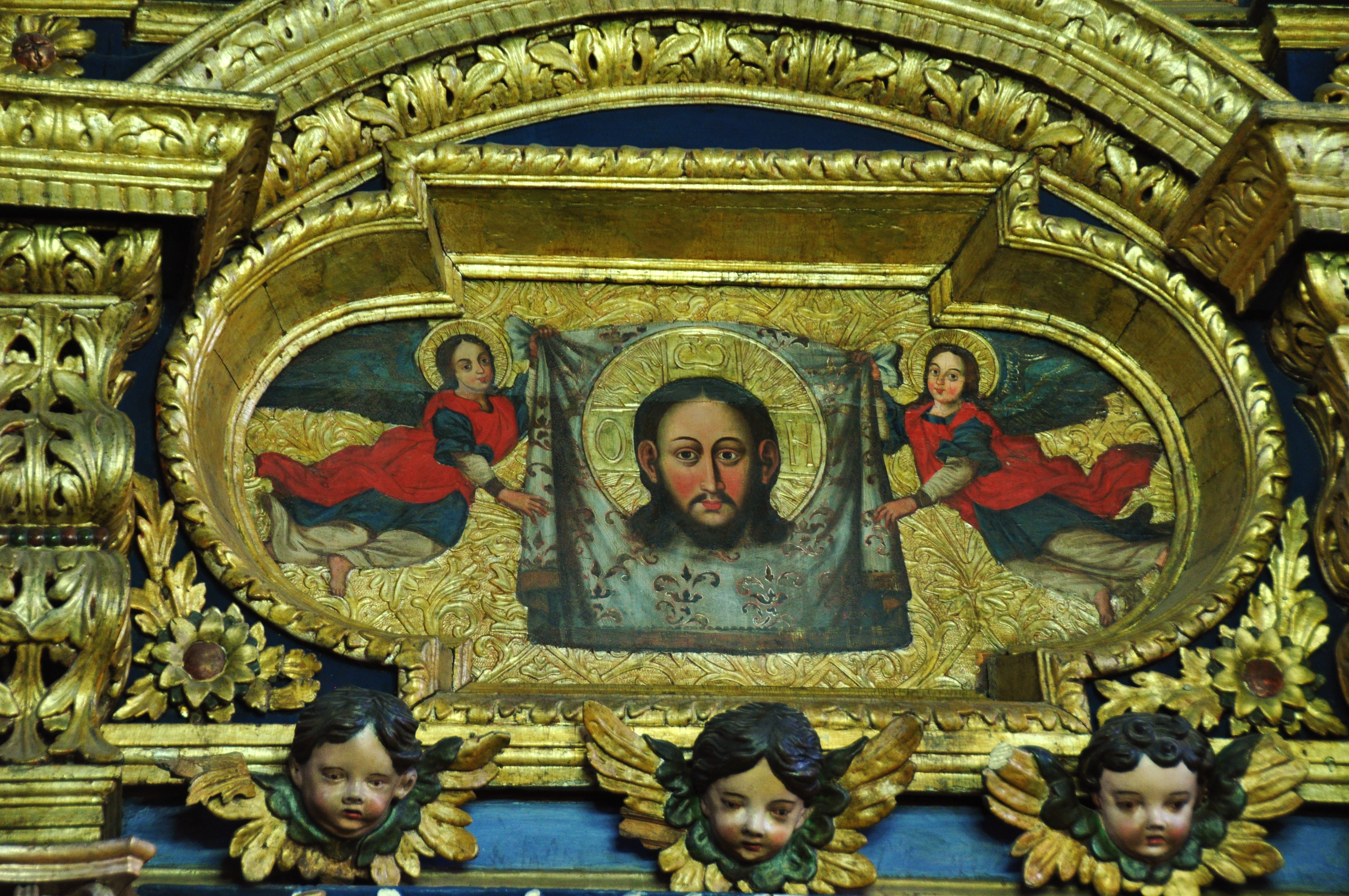
Mandylion